# Райгон
Райгон (исп. Raigón) — населённый пункт в южной части Уругвая, в департаменте Сан-Хосе.

## География
Расположен к северу от автомобильной дороги № 11, в 4,5 км к востоку от административного центра департамента, города Сан-Хосе-де-Майо (по своей сути представляет собой его пригород).

## Население
Население по данным на 2011 год составляет 738 человек
| Год  | Население |
| ---- | --------- |
| 1975 | 192       |
| 1985 | 279       |
| 1996 | 582       |
| 2004 | 583       |
| 2011 | 738       |

Источник: Instituto Nacional de Estadística de Uruguay